# Mitre Cup
Mitre Cup byl zimním fotbalových turnajem v České republice. Turnaj se konal v roce 1999. Účastnily se jen české týmy z 1. a 2. ligy a jeden tým z ČFL.

## Pravidla
Turnaj se hrál premiérově na dvě skupiny, v každé z nich bylo pět týmů, vítězové skupin šli do finále, ostatní týmy hrály podle umístění ve skupinách mezi sebou utkání o konečné umístění.

## Tabulky

### Skupina A
| Poř. | Tým                        | Z | V | R | P | VG | OG | B |
| ---- | -------------------------- | - | - | - | - | -- | -- | - |
| 1.   | SK Slavia Praha            | 4 | 2 | 1 | 1 | 11 | 4  | 7 |
| 2.   | FK Marila Příbram          | 4 | 2 | 1 | 1 | 4  | 2  | 7 |
| 3.   | SK Dynamo České Budějovice | 4 | 2 | 1 | 1 | 7  | 6  | 7 |
| 4.   | FK Viktoria Žižkov B       | 4 | 1 | 1 | 2 | 2  | 11 | 4 |
| 5.   | FK Teplice                 | 4 | 1 | 0 | 3 | 4  | 5  | 3 |

### Skupina B
| Poř. | Tým                | Z | V | R | P | VG | OG | B |
| ---- | ------------------ | - | - | - | - | -- | -- | - |
| 1.   | FC Viktoria Plzeň  | 4 | 2 | 2 | 0 | 7  | 4  | 8 |
| 2.   | FK Viktoria Žižkov | 4 | 2 | 1 | 1 | 6  | 4  | 7 |
| 3.   | Bohemians 1905     | 4 | 1 | 2 | 1 | 3  | 6  | 5 |
| 4.   | AC Sparta Praha    | 4 | 1 | 1 | 2 | 5  | 7  | 4 |
| 5.   | FK SIAD Most       | 4 | 1 | 0 | 3 | 8  | 8  | 3 |

## Zápasy o umístění

### O 9. místo
- FK Teplice - FK SIAD Most 2:2, 4:1 pen.

### O 7. místo
- FK Viktoria Žižkov B - AC Sparta Praha 1:1, 0:3 pen.

### O 5. místo
- Bohemians 1905 - SK Dynamo České Budějovice 1:1, 5:4 pen.

### O 3. místo
- FK Viktoria Žižkov - FK Marila Příbram 2:3

### Finále
- SK Slavia Praha - FC Viktoria Plzeň 1:1, 5:4 pen.

## Celkové pořadí
1. SK Slavia Praha
2. FC Viktoria Plzeň
3. FK Marila Příbram
4. FK Viktoria Žižkov
5. Bohemians 1905
6. SK Dynamo České Budějovice
7. AC Sparta Praha
8. FK Viktoria Žižkov B
9. FK Teplice
10. FK SIAD Most